# Production I.G
Production I.G, Inc. (株式会社プロダクション・アイジー Kabushiki-gaisha Purodakushon Ai Jī?) este un studio de animație japonez și o întreprindere de producție. Cu sediul în Musashino, Tokyo Production I.G a fost fondat pe 15 decembrie 1987 de producătorul Mitsuhisa Ishikawa și designerul de caractere Takayuki Goto ca "I.G Tatsunoko", un studio de filială al gigantului de animație Tatsunoko Production, schimbându-se la numele prezent Production I.G în septembrie 1993. Literele I și G sunt derivate de la numele fondatorilor companiei. Din 2007, Production I.G este o subsidiară a companiei de holding IG Port. Ishikawa a fost președinte și director general al studioului până în august 2022 când această poziție a fost oferită lui George Wada cu Ishikawa rămânând ca președinte al CA al companiei.
Din începuturile sale, Production I.G a fost implicat la crearea de filme teatrale ca Patlabor 2, Ghost in the Shell (care a dat naștere la o franciză media), Jin-Roh: The Wolf Brigade, secvențele animate din Kill Bill Vol. 1, printre alte lucrări. A mai lucrat de asemenea la seriale de televiziune anime ca Blood+, Guilty Crown, Kuroko's Basketball, Psycho-Pass, Haikyu!! printre altele. Studioul a fost implicat în producția a numeroase animații video originale (AVO-uri) și animații net originale (ANO-uri). Este de asemenea cunoscut și în industria jocurilor video pentru dezvoltarea de intro-uri, cutscene și lucru artistic pentru jocuri ca seria Tales de la Bandai Namco Entertainment.